# 13268 Треворкорбін
13268 Треворкорбін (13268 Trevorcorbin) — астероїд головного поясу, відкритий 17 серпня 1998 року.
Тіссеранів параметр щодо Юпітера — 3,404.